# (Là) où je pars
Albums de Emmanuel Moire
L'Équilibre
(2009)
Singles
1. Le Sourire
Sortie : novembre 2006
2. Ça me fait du bien
Sortie : mars 2007
3. Là où je pars
Sortie : juillet 2007
4. Si c'était ça la vie
Sortie : février 2008

(Là) où je pars est le premier album d'Emmanuel Moire, sorti le 13 novembre 2006.

## Historique
Cette galette est le premier album solo du chanteur Emmanuel Moire. Il avait précédemment participé à la comédie musicale Le Roi Soleil ainsi qu'à la discographie s'y rapportant. La préparation et l’enregistrement de ce disque ont lieu parallèlement à cette comédie musicale. Emmanuel Moire s'entoure d'une partie des auteurs compositeurs du Roi Soleil. Lionel Florence lui écrit un titre et le duo Rod Janois, William Rousseau, originaire de la Sarthe tout comme Emmanuel, compose deux chansons. À la réalisation de la comédie musicale se trouve Pierre Jaconelli dont le chanteur est amateur de son travail. Il est présent sur l'album du chanteur à la guitare. Ça me fait du bien est une adaptation en français par Pierre Grillet d'un titre de Lou Cowell, intitulé A Good Day. Christophe Beucher est un ami du Mans avec qui Emmanuel a enregistré ses premières maquettes. Yann Guillon et Claire Joseph sont des amis des Rencontres d'Astaffort. Yann Guillon écrit la moitié des chansons de l’album dont Le Sourire, qu’il cosigne avec Benoît Poher du groupe Kyo. Ce dernier et Emmanuel Moire se rencontrent pendant la tournée du Roi Soleil ainsi que pour l’enregistrement de L'Or de nos vies, titre écrit par Benoît pour le collectif Fight Aids Monaco. Benoît Poher est également le compositeur de Je fais de toi mon essentiel. Ayant déjà composé pour de grands artistes tels Tina Arena, Florent Pagny ou Sylvie Vartan, Davide Esposito est le compositeur du titre et single Là où je pars.
L'album est édité une première fois le 13 novembre 2006, puis une réédition est publiée le 21 mai 2007. Quatre titres sortent en single : Le Sourire, Ça me fait du bien, Là où je pars et Si c'était ça la vie. Excepté le premier single Le Sourire qui sort sous forme de CD, les autres ne sont disponibles que sous forme numérique et en single promo.
Il se place dans les classements français à la huitième position lors de sa sortie et reste positionné durant 70 semaines dans le top 200. En Belgique, il débute no 71 le 25 novembre 2006 et atteint la 34e place sept semaines plus tard. Il sort du top 100 après 18 semaines.  Il se vend à 130 000 exemplaires. L'album est passé presque inaperçu en Suisse, où il n'est entré dans le top 100 qu'une semaine. En France, la galette est certifiée disque d'or un mois après sa sortie et décroche ensuite un disque de platine. Une tournée en France, Belgique et Suisse suit la sortie de l’album, elle débute en juin 2007 et se termine en juillet 2008.

## Liste des titres
| 1.    | Celui que j'étais                 | Lionel Florence, Emmanuel Moire       | 3:50 |
| 2.    | Le Sourire                        | Yann Guillon, Benoît Poher            | 3:56 |
| 3.    | Je vis deux fois                  | Christophe Beucher, Guillon, Moire    | 3:29 |
| 4.    | Là où je pars                     | Davide Esposito, Guillon              | 4:34 |
| 5.    | Ça me fait du bien                | Lou Cowell                            | 3:33 |
| 6.    | Rien ni personne                  | Guillon, Rod Janois, William Rousseau | 3:49 |
| 7.    | La femme qu'il me faut            | Beucher, Julie d'Aimé, Moire          | 3:32 |
| 8.    | La Fin                            | Emmanuelle Cosso-Merad, Moire         | 4:21 |
| 9.    | Si c'était ça la vie              | d'Aimé, Moire                         | 4:01 |
| 10.   | Plus que jamais                   | d'Aimé, Janois, Rousseau              | 4:08 |
| 11.   | Merci (Duo avec Claire Joseph)    | Guillon, Claire Joseph                | 4:03 |
| 12.   | Le Sourire (acoustique)           | Guillon, Poher                        | 4:00 |
| 13.   | Si c'était ça la vie (acoustique) | d'Aimé, Moire                         | 4:27 |
| 51:43 |                                   |                                       |      |

## Crédits
- Pierre Jaconelli : guitare
- Nicolas Fiszman : basse
- Maxime Garoute : batterie, percussion
- Johan Dalgaard : claviers, piano
- Alain Lanty : piano
- Matthew Vaughan : programmeur (logiciels)
- Jean-Philippe Audin : violoncelle
- Claire Joseph : voix

## Distribution
| Pays                     | Date             | Label       | Format | Catalogue  |
| ------------------------ | ---------------- | ----------- | ------ | ---------- |
| France, Belgique, Suisse | 13 novembre 2006 | Warner, Wea | CD     | 2564690559 |

## Classements
| Pays                    | Meilleure position | Vente   | Certification |
| ----------------------- | ------------------ | ------- | ------------- |
| Belgique (Fr)           | 34                 | —       | —             |
| France (SNEP)           | 8                  | 200 000 | Platine,      |
| France (téléchargement) | 6                  | —       | —             |
| Suisse                  | 94                 | —       | —             |